# Cristian Olivares
Cristian Andrés Olivares López (n. Antofagasta, Chile, 23 de mayo de 1976) es un exfutbolista chileno. Jugaba como mediocampista

## Trayectoria
Producto de las divisiones inferiores de Deportes Antofagasta, jugó para Magallanes desde 1995 hasta 1999, formando parte del equipo que obtuvo la Tercera División en 1995.
Luego de un paso por Coquimbo Unido durante el segundo semestre de 1999, se unió a Colo-Colo el año 2000, siendo anunciado en la Noche Alba. Pese a formar parte de amistosos de pretemporada y jugar la Copa Entel 2000, en el campeonato oficial solo formó parte del banco de suplentes en la primera fecha, no viendo acción en cancha. Luego, regreso a Coquimbo Unido, en donde estuvo hasta fin de la temporada 2001, para luego formar parte de los planteles de Deportes Temuco y Deportes Antofagasta.
En el extranjero, jugó en Indonesia entre los años 2004 y 2007, defendiendo las camisetas del Persekabpas Pasuruan, Petrokimia Putra y Persema Malang.
Luego de su retiro del fútbol profesional, representó a la Selección de fútbol playa de Chile en la Clasificación de Conmebol para la Copa Mundial de Fútbol Playa FIFA 2009, teniendo como compañeros a exjugadores profesionales como Rodrigo Cuevas, Rodrigo Sanhueza, Germán Osorio, Jorge Torres y Carlos Medina, siendo dirigidos por Miguel Ángel Gamboa. En 2010, formó parte del equipo que obtuvo la XI Copa Latina.
Además en 2010 representó a la Selección de fútbol sala de Chile en los Juegos Suramericanos de 2010, cuando defendía la rama de futsal de Unión Española.
Tras su retiro del fútbol, estudió Educación Física en la Universidad Alberto Hurtado, titulándose de Profesor, y ha trabajado como entrenador de futsal y fútbol, docente y auxiliar deportivo en la misma universidad así como en otras instituciones como la Universidad Andrés Bello y academias de fútbol. Además, ha formado parte de "Colo-Colo de todos los tiempos", un combinado de exjugadores del equipo albo.

## Clubes
| Club                 | País      | Año       |
| -------------------- | --------- | --------- |
| Deportes Antofagasta | Chile     | 1994      |
| Magallanes           | Chile     | 1995-1999 |
| Coquimbo Unido       | Chile     | 1999      |
| Colo-Colo            | Chile     | 2000      |
| Coquimbo Unido       | Chile     | 2000-2001 |
| Deportes Temuco      | Chile     | 2002      |
| Deportes Antofagasta | Chile     | 2003      |
| Persekabpas Pasuruan | Indonesia | 2004      |
| Petrokimia Putra     | Indonesia | 2005      |
| Persema Malang       | Indonesia | 2006-2007 |

## Palmarés

### Campeonatos nacionales
| Título             | Equipo     | País  | Año  |
| ------------------ | ---------- | ----- | ---- |
| Tercera División A | Magallanes | Chile | 1995 |

### Distinciones individuales
| Distinción                 | Año  |
| -------------------------- | ---- |
| Futbolista Amateur del Año | 1995 |

## Vida personal
Es el hermano mayor de Richard Olivares, que también defendió las camisetas de Deportes Antofagasta, Magallanes, Coquimbo Unido y Deportes Temuco.